# Pero mizon
Pero mizon är en fjärilsart som beskrevs av Frederick H. Rindge 1955. Pero mizon ingår i släktet Pero och familjen mätare. Inga underarter finns listade i Catalogue of Life.